# Анадол
Анадол (от старогръцки: Ἀνατολή, на средногръцки: Anatolḗ – „изток“ или „изгрев“; на турски: Anadolu), географски е известен като Мала Азия (гръцки: Μικρὰ Ἀσία на средногръцки: Mīkrá Asía), Азиатска Турция или Анадолско плато, обуславя най-западната издатина на Азия, което е по-голямата част на Република Турция.
Районът граничи с Черно море на север, Средиземно море на юг, и Егейско море на запад. Мраморно море формира връзка между Черно и Егейско море през проливите на Босфора и Дарданелите и разделя Анадола от Тракия. По традиция Анадола е територията, която обхваща около две трети от западната азиатска част на Турция. Въпреки това, Анадола често се смята за синоним на Азиатска Турция, която включва почти цялата страна. От Изток на Югоизток по посока на часовниковата стрелка той граничи със съседните Грузия, Армения, Азербайджан, Иран, Ирак и Сирия.

## Етимология
Най-старото известно споменаване на наименованието Анадол е от клинописна плочка от Месопотамия от периода на Акадската империя (2350 – 2150 г. пр.н.е.), където е определен като „земя на Хетите“. Първото название, използвано от което гърците за Анадолския полуостров е Ἀσία (Азия), вероятно по името на обществото от народи, известно като Assuwa в Западен Анадол. Впоследствие името „Азия“ се разширява и към другите райони на изток от Средиземно море, а за Анадола в късната античност се говори като Μικρὰ Ἀσία (Микра Азия) или Мала Азия.

## История и забележителности
Известно е че, Анадола е обитаван от хора още от палеолита. Предполага се че, през неолита в Анадола се ражда и семейството на индоевропейските езици. Най-малко от 19 век преди новата ера в Анадола се говорят индоевропейски анадолски езици.
В източен Анадол са най-старите известни монументални структури. Тези на Гьобекли Тепе, например са били построени от ловци и събирачи хиляди години преди развитието на селското стопанство. Източен Анадол, заедно с Месопотамия е люлка на неолитната революция, в която хората опитомяват животни и растения. Неолитни обекти като Чаталхьоюк, Чайоню, Невали Чори и Хаджълар представляват едни от най-старите известни земеделски селища в света.
Анадола е и дом на известни забележителности като Памуккале, Еоличните стълбове на Кападокия, Лъвската порта в Хатуша, древният град Ефес, статуите край върха на планина Немрут. От Анадола извират и реките Тигър и Ефрат, известни като люлка на цивилизациите.

## Галерия
- Памуккале
- Еолични стълбове, пейзаж от Кападокия
- пейзаж от Кападокия
- Лъвската порта в Хатуша
- Библиотеката на Целз, Ефес
- Статуите край върха на планина Немрут
- Планинската верига Торос